# Сассетта
Сассетта (італ. Sassetta), справжє ім'я Стефано ді Джованні (італ. Giovanni di Stefano, між 1392 та 1400 —†1450) — італійський художник Сієнської школи. Мав прізвиська Сассета.

## Життєпис
Дата і місце народження Сассетта не відомі. За деякими відомостями походив з Кортони, з огляду на прізвище його батька Джованні ді Кортона. Навчання пройшов у майстерні Паоло ді Джованні Фея (початок 1420-х років). Незабаром став працювати самостійно. В подальшому працював на замовлення численних церков Сієни.
У 1440 році одружився з Габріеллою ді Буччо ді Б'янкардо. У них було троє дітей, з яких старший, Джованні ді Стефано, став скульптором.
Сассетта помер в 1450 році в Сієні, працюючи над фресками Порта Романа (Римських воріт), з яких збереглася лише «Слава янголів» на склепінні.
Після смерті ім'я Сассетти було досить скоро забуто. Воно знову знаним лише у XVIII столітті в результаті вивчення історичних документів.

## Творчість
Продовжив традиції сієнської школи XIV століття, поряд з Джованні ді Паоло Сассета був найбільшим її представником у першій половині XV сторіччя. На творчість Сассетти вплинув живопис інтернаціональної готики, мистецтво Мазоліно і Джентіле да Фабріано.
Часто працям Сасетти не вистачає вірності в трактуванні сюжету, проте це повністю компенсується зворушливим ліризмом його оповідання і властивим майстру тонким відчуттям кольору. Перший відомий сьогодні з документів замовлення на створення вівтарної картини Сассета отримав в 1423 році від гільдії торговців вовною «Арте делла Лана», яка хотіла прикрасити свою капелу в церкві Сан Пеллегріно в Сієні. Сьогодні цей твір Сассетти відомо під назвою «Вівтар Євхаристії». У 1777 році цей вівтар було розібрано, різні його частини розійшлися по різних музеях, центральна частина була втрачена.
У 1430 року Сассета отримав замовлення на картину для вівтаря св. Боніфація в Сієнському соборі. Над цим вівтарем він працював з 1430 по 1432 роки. У центральній його частині він зобразив Мадонну з немовлям і янголами, в оточенні святого Франциска, Іоанна Хрестителя, апостолів Петра і Павла. Найцікавішою частиною вівтарної картини є її пределла з історією заснування римського храму Санта Марія Маджоре. Назва «Снігова Мадонна» цей вівтар отримав саме через пределли, оскільки в день коли закладався фундамент Санта Марія Маджоре, і освячувалося місце закладки (5 серпня 356 року), в Римі несподівано випав сніг. Цей момент і зобразив на одній з картин пределли Сассетта.
Стефано ді Джованні написав безліч прекрасних «Мадонн», що зберігаються нині в різних музеях світу. Серед художників, на яких Сассетта безпосередньо вплинув були Сано ді П'єтро і П'єтро ді Джованні д'Амброджо.